# Nerrina
Nerrina är en del av en befolkad plats i Australien. Den ligger i kommunen Ballarat North och delstaten Victoria, omkring 99 kilometer väster om delstatshuvudstaden Melbourne. Antalet invånare är 849.
Runt Nerrina är det ganska glesbefolkat, med 22 invånare per kvadratkilometer.. Närmaste större samhälle är Ballarat, nära Nerrina. 
I omgivningarna runt Nerrina växer huvudsakligen savannskog. Genomsnittlig årsnederbörd är 764 millimeter. Den regnigaste månaden är juni, med i genomsnitt 94 mm nederbörd, och den torraste är januari, med 26 mm nederbörd.